# Gilvan Filho
Gilvan Filho (Girau do Ponciano),  é um político brasileiro, filiado ao MDB. Nas eleições de 2022, foi eleito deputado estadual por AL.